# Bataille de Lewinsville
Guerre de Sécession
La bataille de Lewinsville est un petit engagement entre l'armée de l'Union et l'armée confédérée qui se déroule le 11 septembre 1861 pendant la guerre de Sécession.

## Contexte
Lors de la guerre de Sécession, les hameaux de Langley, de Lewinsville et la campagne environnante constituaient ce qui est maintenant la région de McLean. Ces villages étaient situés non loin du croisement stratégique du Potomac avec « Chain Bridge ». Dès le second semestre 1861, l’Armée de l’Union a eu une activité accrue dans la région.

## Avant le 11 septembre 1861
Le brigadier général William Farrar « Baldy » Smith a envoyé des soldats de sa division à « Chain Bridge », dans la nuit du 3 au 4 septembre 1861. Ces troupes ont commencé la construction de Fort Marcy, juste à l’est de Langley.
Le partisan John S. Mosby a également combattu à la bataille de Lewinsville avant qu’il ne devienne le célèbre « fantôme gris de la Confédération ».
Au début des hostilités, Mosby, alors simple soldat, rejoint la compagnie de la milice Washington Mounted Guard composée d’autres Virginiens qui se préparent à la lutte dans la vallée de la Shenandoah. La Washington Mounted Guard a été affectée à la 1st Virginia Cavalry en tant que Company D sous les ordres du capitaine William E. « Grumble » Jones. James Ewell Brown Stuart reçut le commandement général du régiment. Le 1st Virginia Cavalry a pris part à la première bataille de Manassas en juillet 1861 et a passé le reste de l’année aux avant-postes le long des lignes confédérées dans le nord de la Virginie.
Mosby se souviendra plus tard de son temps passé comme sentinelle montée : « Nous avons dû monter la garde trois fois par semaine et rester 24 heures. Le travail était très difficile ; mais, les soldats aimaient encore mieux cela que la vie pénible du camp. Je me suis souvent assis seul sur mon cheval de minuit à l’aube, veillant sur l’armée endormie ».
À la fin d'août 1861, Mosby a été affecté à la garde sur la route allant de Falls Church à Lewinsville avec un ou deux autres soldats. Dans une lettre du 2 septembre 1861 à sa femme, il a déclaré qu'« il n’y avait que trois d’entre nous à notre poste ».
Cependant, dans ses Souvenirs il a noté qu’il était de service de garde « avec un autre ». Les hommes, sous le commandement du capitaine Jones, devaient tirer sur toute personne qui s’approcherait venant de l’extérieur des lignes confédérées. À l’insu des piquets de garde, un second détachement confédéré avait galopé sur une route différente vers Lewinsville pour arrêter un espion. Le groupe a fait l’erreur de revenir par le même chemin où Mosby était stationné sans alerter les piquets de garde à l’avance.
Réveillé de son sommeil par le bruit de l’approche d’un cheval, Mosby monta sur son cheval et ouvrit le feu dans la nuit pluvieuse. Apeuré par le flash de la carabine, le cheval de Mosby s’est enfui au loin, a trébuché sur une vache, et s’est couché sur lui. Mosby se souvient de ses blessures : « Je suis meurtri de la tête aux pieds, et je me sentais comme si tous les os de mon corps avaient été brisés ».
Les cavaliers confédérés amenèrent Mosby à Falls Church et finalement l’ont envoyé dans une ambulance à Fairfax Court House. Comme il était inconscient, le capitaine Jones apparemment le regarda et « [le] jugea plus dur que l’armée en Flandre ».La semaine suivante, Mosby raconte l’épisode dans une lettre à sa femme Pauline, lui disant que l’accident « l’avait pratiquement tué ».

## L'affaire du 11 septembre
Le 11 septembre 1861, le brigadier-général William F. « Baldy » Smith de l’Union envoie une troupe de 1 800 à 2 000 soldats effectuer une reconnaissance autour de Lewinsville à partir de Chain Bridge.
La force, sous le commandement du colonel Isaac Stevens, est composée du 79th New York « Highlanders », ainsi que quatre compagnies du premier régiment américain de chasseurs, deux compagnies du 2nd Vermont, deux compagnies du 3rd Vermont, cinq compagnies de la 19th Indiana, quatre canons de la batterie du capitaine Charles Griffin, et d’un détachement de cavalerie régulière de 50 cavaliers et de 40 cavaliers volontaires.
Le colonel Stevens part de Camp Advance vers 7 h 30 du matin et arrive à Lewinsville vers 10 heures. Il place immédiatement les troupes dans un périmètre défensif autour du village. Le 79th de New York s’arrête environ 500 mètres de Lewinsville, et selon Stevens, « un grand détachement des Highlanders a été mis en tirailleurs pour couvrir le pays vers Falls Church »[réf. nécessaire].
La reconnaissance est un succès et le rappel est déclenchée vers 14 heures. Pendant ce temps, des piquets de cavalerie alertent le colonel JEB Stuart de la présence de soldats ennemis dans et autour du village.
Le colonel Stuart se dirige alors vers Lewinsville avec 305 soldats de la 13th Virginia, un détachement de la 1st Virginia Cavalry, et deux canons de l’artillerie de Washington de Thomas Rosser (Thomas Rosser’s Washington Artillery). Le 79th New York « Highlanders », pris à partie à proximité de la maison de la famille Gilbert, fait face avec l’infanterie et l’artillerie. Le colonel Stevens décide néanmoins de poursuivre son retour vers le camp, plutôt que d’engager toutes ses forces, et ordonne à la batterie de Griffin de couvrir la retraite de Lewinsville. Un duel d’artillerie s’ensuit pendant que les forces de l’Union retournent vers Washington. William Farrar Smith lui-même arrive sur les lieux avec deux pièces d’artillerie supplémentaires.
Le 79th New York « Highlanders » contribue à protéger la retraite des soldats de l’Union. Toute la force de l’Union atteint Camp Advance en relativement bon ordre. Dans l’ensemble, les pertes sont faibles, avec environ deux soldats de l’Union tués, treize blessés, et trois capturés. Selon Thomas J. Goree, les troupes fédérales auraient eu quatre tués et quatre soldats de l’Union fait prisonniers.
Mosby a décrit son expérience à Lewinsville dans une lettre à Pauline, son épouse, datée de septembre 1861 : « L’ennemi était venu avec trois mille hommes, artillerie, etc. à Lewisville [sic], une de nos avant-postes ; quand nous sommes arrivés, ils étaient toujours là ». Il ajoute ensuite « Trois hommes de notre compagnie (y compris moi-même) ont été détachés pour faire une reconnaissance en avant. Le colonel Stewart [sic] était avec nous. Tout en se tenant près de l’orée d’un bois tout un régiment de Yankees apparut, à une centaine de mètres de moi. Leur colonel était monté sur un magnifique cheval et a été très gaiement habillé. Je m’apprêtais à tirer sur lui, comme je pouvais le faire avec facilité avec ma carabine, quand le colonel Stewart m’a dit de ne pas tirer, - craignant que se soient nos hommes. (...) Je n’ai jamais rien tant regretté de toute ma vie que l’occasion glorieuse d’avoir manqué d’abattre leur colonel. Nous sommes retournés et déployés notre artillerie, qui les a dispersés dès le premier tir. Je n’ai jamais aimé rien tant dans ma vie que d’être debout à côté du canon et regarder nos obus éclatés sur eux ».

## Les suites de l'engagement
Bien que l’escarmouche était tactiquement un match nul, les deux parties se sont vantées de la victoire. Les victimes étaient peu nombreuses. Seuls deux soldats de l’Union sont morts dans la bataille.
Dans les rapports déposés après la bataille, les commandants de l’Union ont chanté les louanges du 79th New York « Highlanders ». Selon le lieutenant-colonel Alexander Shaler du 65th New York, qui a eu le commandement direct du 79th lors de la bataille : « La conduite des officiers et des hommes du soixante-dix-neuvième alors sous mon commandement a été au plus haut degré louable. Ils ont donné la preuve incontestable de leur bravoure et de détermination ».
Le capitaine David Irlande du 79th New York « Highlanders » a expliqué que : « La conduite des officiers et des hommes à cette occasion était tout ce qu’on pouvait souhaiter. Ils étaient cools et calmes, se comportant aussi bien qu’à la parade, et plus comme des vétérans que des volontaires. Lorsque tous ont fait si bien, il serait erroné d’individualiser ».
Pour le lieutenant Samuel R. Elliott, du 79th New York « Highlanders », qui a combattu autour de la maison Gilbert : « Les hommes se sont comportés admirablement tout au long ; même après qu’il est devenu certain que ces formes accroupies correspondaient à l’avancée de l’ennemi, ils ont montré moins d’appréhension que j’aurais peut-être souhaité pour des raisons de célérité ».
Le 79th New York « Highlanders » a été félicité après la bataille par le général McClellan.
Du côté des confédérés, le colonel J. E. B Stuart a reçu des éloges pour sa performance à Lewinsville, où il a dirigé une petite force du 1st Virginia Cavalry, 13th Virginia Infantry, et deux canons du Washington Artillery of New Orleans contre les forces de l’Union de loin supérieures en nombre. Le colonel Stuart n’a apparemment perdu aucun homme.
Le général P.G.T. Beauregard a écrit au président Jefferson Davis à Richmond le 13 septembre 1861 : « Le 11 de ce mois nous avons eu une affaire assez rapide d’avant poste à Lewinsville, entre environ trois cents hommes et deux pièces d’artillerie de notre côté, et de trois régiments et huit pièces d’artillerie pour l’ennemi, qui a abouti à leur entière déroute, avec la perte connue d’environ une douzaine d’hommes tués, blessés et prisonniers. « Personne n’a été blessé de notre côté, pas même un cheval ! »
Le général Beauregard a ajouté que le rapport du général Joseph E. Johnston sur l’escarmouche « fait beaucoup de crédit au colonel Stuart, de la cavalerie ». Beauregard a salué à la fois Stuart et le général James Longstreet comme « deux agents très prometteurs ». Stuart, pendant ce temps, opérait dans le cadre du commandement de Longstreet dans la région de Munson’s Hill/Mason’s Hill.
Le général Beauregard a utilisé la menace d’une possible avance fédérale pour placer ses idées pour la réorganisation de l’armée. Il a écrit que l’armée confédérée du Potomac « devrait être placée sous un seul chef, avec également une tête à chacun des deux corps de ladite armée ; le général en chef d’une telle force est trop accaparé en temps et en attention, pour être en mesure de s’acquitter également des tâches importantes de celles d’un chef de corps d’armée ». Le président Jefferson Davis devait donner à ces suggestions « un examen sérieux et immédiat, car je crois que peu de temps doit être perdu dans cette affaire ».
En transmettant le rapport officiel du colonel Stuart sur l’escarmouche au général Johnston, commandant de l’armée confédérée du Potomac, le général James Longstreet, a écrit : « L’affaire d’hier a été menée de main de maître et bien exécutée... Le colonel Stuart a, je pense, assez fait pour gagner sa demande pour passer brigadier, et j’espère que les généraux commandant s’uniront à moi pour le recommander pour cette promotion ».
Le général Johnston et le général Beauregard ont, dans un premier temps, approuvé la recommandation de James Longstreet, et ont ajouté : « Nous pensons avec le brigadier-général Longstreet que les services diligents et précieux du colonel Stuart, ininterrompus depuis le début de la guerre sur cette frontière, lui donnent droit à une nomination de brigadier général. Son calme et son courage audacieux, sa sagacité, le zèle et l’activité le qualifient admirablement pour prendre le commandement de nos trois régiments de cavalerie, par laquelle le devoir de l’Armée est attendu. Le gouvernement gagnerait grandement par sa promotion ».
Le général Johnston a écrit séparément au général Samuel Cooper, adjudant général et inspecteur général de l’armée confédérée de Richmond : « En relation avec cette communication et ces rapports est une recommandation formelle du général Longstreet, du général Beauregard, et de moi-même pour former une brigade de cavalerie et de mettre le colonel Stuart à la tête. Une nouvelle organisation de la branche de la cavalerie de notre service est grandement nécessaire, pour une plus grande force et une organisation efficace ».
Néanmoins, immédiatement après Lewinsville, le général Johnston et le général Beauregard ont considéré l’utilisation de l’artillerie faite par Stuart comme trop impétueuse ; il avait mis les armes à feu trop près des lignes de l’Union et risqué la capture d’armes précieuses. Le général Longstreet prit la défense du colonel Stuart. En fin de compte, le colonel a été nommé général de brigade et a reçu un commandement indépendant de cavalerie.
Lewinsville avait contribué à mettre Stuart sur le chemin de la gloire à la tête de l’une des unités de cavalerie les plus connues de la guerre de Sécession.

## Entre deux escarmouches
Quelques jours plus tard, le 14 septembre, le général McClellan a écrit au général Smith : « Les couleurs du New York Soixante-dix-neuvième vous seront envoyées demain. S’il vous plaît de les retourner au régiment, avec la remarque qu’ils ont montré, par leur conduite dans la reconnaissance de la 11 qu’ils sont dignes de porter la bannière dans l’action, et que le général commandant est confiant qu’ils le reste toujours à l’avenir soutenir et qu’ils confirmeront l’avis favorable qu’il a formé sur eux ».

## Une nouvelle rencontre le 25 septembre 1861
Vers 9 heures, le mercredi 25 septembre, le général de l’Union William Farrar Smith a déployé sur 5 100 fantassins, 16 pièces d’artillerie, et 150 cavaliers sur une ligne allant de Langley, en dessous de Chain Bridge Road vers Lewinsville. Beaucoup de soldats faisant leur devoir ce jour-là ont été impliqués dans la l’escarmouche du 11, y compris la batterie du capitaine Charles Griffin, le 19th Indiana, et le 79th New York Highlanders. Ce déploiement a eu lieu dans le cadre d’une expédition de recherche de nourriture et de reconnaissance.
Peu de temps après, un détachement de cavalerie confédérée apparu juste à l’est de Lewinsville en provenance de Falls Church. Selon toute vraisemblance, les éclaireurs de cavalerie sont retournés vers la ligne avancée confédérée près de Falls Church pour avertir de l’expédition fédérale. L’artillerie du capitaine Thaddeus Mott a ouvert le feu sur les confédérés qui se retirèrent.
Le général Longstreet a assemblé une force composée des 1st Georgia, 9th Georgia, 2nd South Carolina, 17th Virginia, et des 13th Virginia, 1st Virginia Cavalry, et Washington Artillery of New Orleans du capitaine Thomas Rosser qui avait déjà combattu les forces de l’Union le 11 septembre 1861.
Les soldats se sont organisés autour de Falls Church et mis sur la route de Lewinsville. Les confédérés ont également chargé l’ensemble de leurs wagons et les envoyèrent à Fairfax Court House, sans doute pour éviter la capture des approvisionnements en cas de victoire de l’Union. Comme aide de camp de Longstreet, Tom Goree, dit à sa mère quelques jours plus tard, les Confédérés « s’attendaient à avoir un combat très rude ». »
À trois heures dans l’après-midi, les troupes du brigadier-général Smith avaient rassemblé quelque 90 wagons de fourrage. Comme le New York Times a rapporté, les wagons étaient « chargés de foin appartenant aux agriculteurs connus pour être sécessionnistes ».
Le général a rappelé ses tirailleurs et envoyé les wagons vers les lignes fédérales. Vers 16 heures, comme les hommes de Smith se préparaient à repartir vers leur camp, les Confédérés ont frappé. Smith décrit l’ouverture de l’escarmouche dans son rapport officiel : « Nous avons pu voir l’approche sur les collines de la route de Falls Church ce qui semblait être un grand régiment, marchant rapidement en colonne serrée et d’autres déployés en tirailleurs, avec l’intention apparente de tourner notre flanc. Dans le même temps, ils ont ouvert le feu avec apparemment un canon sur notre extrême gauche, mais à trop grande distance pour un quelconque effet, qui a cessé complètement... Leur  cavalerie a été observée en petits groupes, se déplaçant à travers les champs de maïs et les bois à notre gauche et sur la route Lewinsville ».
Le capitaine Thomas Rosser déplaça ses canons sur la droite de la force de l’Union à environ 2 500 yards pour accroître leur impact et a ouvert le feu sur la section de Mott dans la Maison de Mackall. L’artillerie fédérale sous les ordres du capitaine Thaddeus Mott et du capitaine Charles Griffin répondit aux canons confédérés.
Certains des obus de l’Union sont tombés sur l’infanterie réunie au cimetière de l’église presbytérienne de Lewinsville. Les deux parties ont échangé environ trente obus avant que l’escarmouche ne se termine avec peu de participation de l’infanterie. Smith a rappelé que « nous avons pu voir leur poussière alors qu’ils se retiraient sur la route Falls Church ».
Les hommes de Smith retournèrent lentement vers le camp, où ils sont arrivés vers sept heures du soir. Les confédérés, cependant, n’avait pas quitté les lieux entièrement. Le capitaine Thomas Rosser a transporté un canon sur une colline surplombant le carrefour de Langley et tiré quatre ou cinq coups de feu au crépuscule. Le brigadier-général Smith a envoyé un éclaireur pour enquêter, mais au moment où il est arrivé sur les lieux, les Confédérés avaient disparu. Le premier sergent W. H. Andrews de la 1st Georgia se rappela que les Confédérés sont retournés à Falls Church « fiers comme si nous avions vraiment été dans une bataille de quelque importance ».
Dans son rapport officiel de l’escarmouche, Smith a distingué la batterie de Griffin, notant que « le tir de ses canons étaient excellents ». Il a également salué « la conduite des troupes », qui « était tout ce que je pouvais désirer, debout avec sang-froid lorsque les coups confédérés tombaient... »
Le brigadier général Smith a rapporté qu’un homme a été blessé « légèrement au bras » par un éclat d’obus. Tom Goree a écrit à sa mère le 27 septembre que l’armée de l’Union « a fait l’une des meilleures prestations lors de ce combat, alors qu’ils ont tué un de nos hommes, et ont pris un autre prisonnier, qui s’avançaient vers eux les confondant avec des amis ». Les propos d’Andrews diffèrent en ce qu'il a rappelé que deux hommes, à la fois de la 2nd South Carolina, ont été tués au cours de l’escarmouche. En tout, les victimes ont été peu nombreuses, tout comme lors de la rencontre du 11 septembre.

## Après le 25 septembre 1861
Les troupes du général Smith prirent finalement Lewinsville le 9 octobre 1861. Dans le rapport du major-général McClellan sur l’organisation et les campagnes de l’armée du Potomac il est noté que, le 15 octobre, la division de Smith a été postée sur la colline de Mackall (entre Langley et Lewinsville), tandis que la division du brigadier général George A. McCall était située à Langley.
Sans plus tardé, les soldats de l’Union établirent des campements dans les champs et les bois autour de l’actuelle McLean. Finalement, 20 000 soldats seront logés dans une zone de huit kilomètres qui s’étend de Langley à Lewinsville pendant la période d’octobre 1861 à mars 1862. Beaucoup de ces soldats ont été affectés au quatrième corps de l’armée du Potomac et envoyés plus au sud dans le cadre de la campagne de la péninsule au printemps de 1862.

## De nos jours
Un marqueur a été installé à l’intérieur de Lewinsville Park, non loin d’une maison existante au moment de l’engagement.
Le texte, bien documenté, explique la bataille et mentionne les célèbres 79th New York « Highlanders » ainsi que l’artillerie de Washington de Thomas Rosser (Thomas Rosser’s Washington Artillery).